# Dactylopusia nicaeensis
Dactylopusia nicaeensis is een eenoogkreeftjessoort uit de familie van de Dactylopusiidae. De wetenschappelijke naam van de soort is voor het eerst geldig gepubliceerd in 1866 door Claus.